# Hesperotettix nevadensis
Hesperotettix nevadensis är en insektsart som beskrevs av Morse 1903. Hesperotettix nevadensis ingår i släktet Hesperotettix och familjen gräshoppor.

## Underarter
Arten delas in i följande underarter:
- H. n. nevadensis
- H. n. gillettei
- H. n. termius